# Notomastus profundus
Notomastus profundus är en ringmaskart som först beskrevs av Eisig 1887.  Notomastus profundus ingår i släktet Notomastus och familjen Capitellidae. Arten har ej påträffats i Sverige. Inga underarter finns listade i Catalogue of Life.